# 綠中央站
綠中央站（日语：／ Midori-chūō eki */?）是位於廣島縣廣島市安藝區瀨野西四丁目，曾屬廣島短距離交通瀨野線的鐵路車站，2024年5月1日起因全線廢線而被廢站。

## 車站構造
此站是高架車站，設有2面2線的相對式月台。乘車和下車使用不同月台。在吊車上的乘客下車後，會像索道一樣，前往乘車月台讓乘客上車。
站內設有側線，該處設有車庫設備。

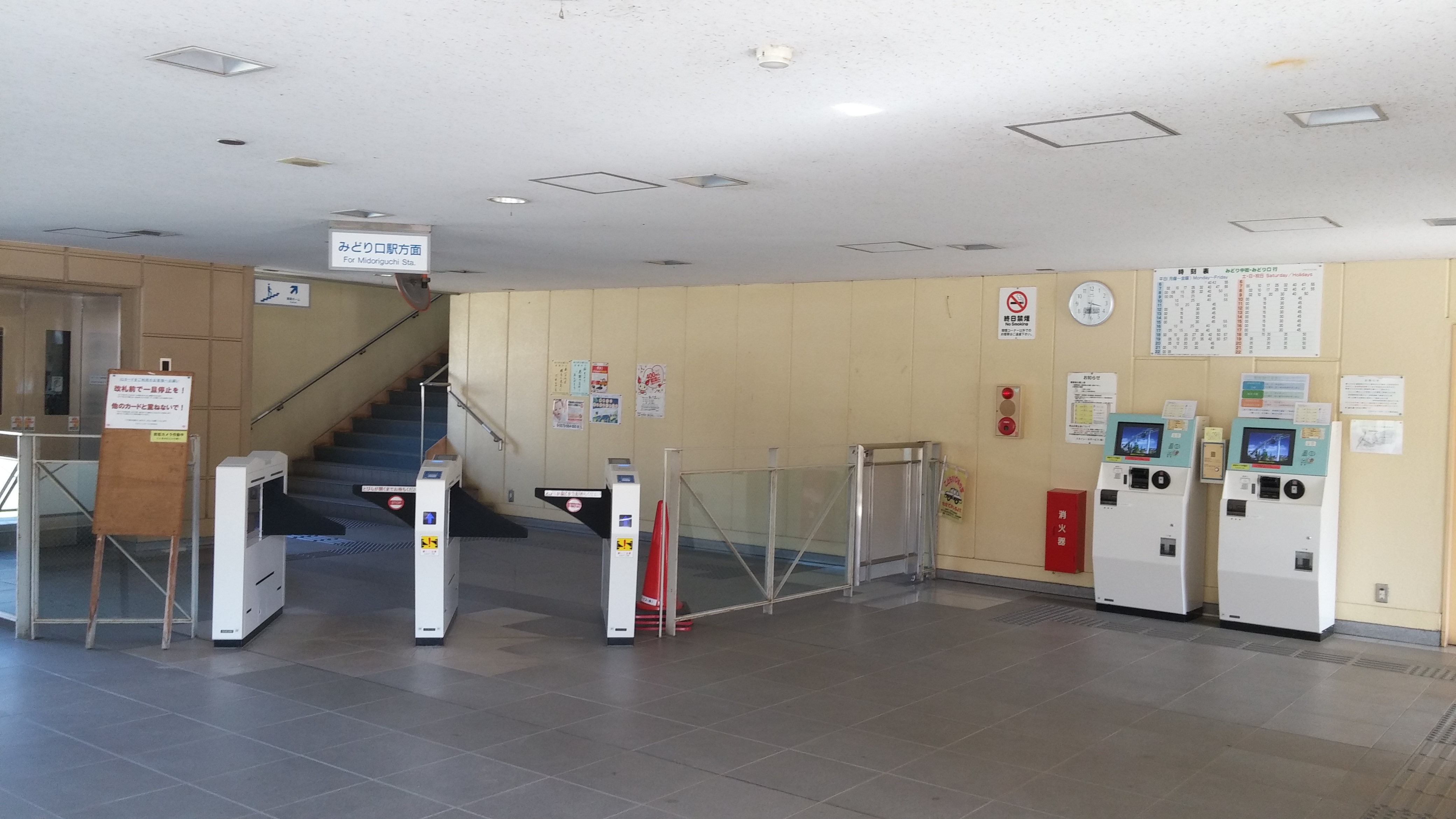
檢票口（2015年8月22日）

## 歷史
- 1998年8月28日：車站啟用。
- 2013年1月14日：隨著檢票系更新，自動閘機也更新。
- 2024年5月1日：隨全線廢線而廢站[2][3]。

## 利用狀況
根據「國土數値情報 站別上落客數數據」，1日平均上落人數如下：
| 年度   | 1日平均 乗降人員 |
| ------ | ---------------- |
| 2011年 | 848              |
| 2012年 | 859              |
| 2013年 | 962              |
| 2014年 | 973              |
| 2015年 | 1,140            |
| 2016年 | 1,165            |
| 2017年 | 1,536            |
| 2018年 | 1,018            |
| 2019年 | 916              |
| 2020年 | 705              |
| 2021年 | 783              |

## 相鄰車站
Skyrail Service
廣島短距離交通瀨野線
綠中街－綠中央